# Aubertin
Aubertin là một xã thuộc tỉnh Pyrénées-Atlantiques vùng Nouvelle-Aquitaine ở tây nam nước Pháp. Xã này nằm ở khu vực có độ cao trung bình 281 mét trên mực nước biển.